# Achillea ketenoglui
Achillea ketenoglui là một loài thực vật có hoa trong họ Cúc. Loài này được H.Duman mô tả khoa học đầu tiên năm 2001.